# Rudy (football)
Carlos Wilson Cachicote da Rocha, dit Rudy, est un footballeur international angolais, qui possède également les nationalités portugaise et santoméenne, né le 1er mai 1989 à Oeiras au Portugal. Il évolue comme milieu offensif au Doxa Katokopias.

## Palmarès
- Finaliste de la Coupe de Belgique en 2013 avec le Cercle Bruges